# Зивельчинская, Лия Яковлевна
Ли́я Я́ковлевна Зивельчи́нская (1 мая 1894 (или 1895), Вильно Виленской губернии — 1985) — советский литературовед и искусствовед, специалист по эстетике. 
Кандидат философских наук (1940), доктор филологических наук (1943), доцент (1928), профессор (1935), член СП СССР (с 1941).

## Биография
Окончила Московские высшие женские курсы (1918), аспирантуру Института научной философии РАНИОН (1925). Член РКП(б) (с 1922). Участница I Всероссийского съезда работников просвещения. Сотрудник Педагогического музея МОНО, лектор Пролеткульта (1918—1924). Сотрудник Института научной философии РАНИОН (затем Коммунистическая академия при ЦИК СССР), Института археологии и искусствознания (затем Государственная академия искусствознания) (1920-е); Всесоюзного дома народного творчества, научный редактор БСЭ (1930-е). Преподаватель диалектического материализма в вузах г. Москвы (1920-е — 1930-е), заведующая кафедрой диалектического материализма и научного коммунизма Московского института нефтяной и газовой промышленности имени академика И. М. Губкина.
Автор работ (монографий, статей, рецензий) по проблемам эстетики, теории и истории искусства, литературоведения, диалектического материализма и др.

## Семья
- Племянница — Мира Геннадьевна Петрова (урождённая Зивельчинская, род. 1929), литературовед, ведущий научный сотрудник Института мировой литературы имени А. М. Горького.

## Научные труды

### Монографии
- Зивельчинская Л. Я. Опыт марксистской критики эстетики Канта / Л. Я. Зивельчинская. — М. ; Л. : Гос. изд-во, 1927. — 210 с.
- Зивельчинская Л. Я. Опыт марксистского анализа истории эстетики / Л. Я. Зивельчинская ; Коммунистическая академия, Секция литературы и искусств. — М.: Изд-во Коммунистической академии, 1928. — 364 с.
- Зивельчинская Л. Я. Беседы об изобразительном искусстве / Л. Я. Зивельчинская. — М. ; Л.: Гос. изд. изобразит. иск., 1931.
- Зивельчинская Л. Я. Экспрессионизм. — М. ; Л.: Изогиз, 1931. — 144 с.
- «Социальная обусловленность искусства» (1939—1940)
- «Гёте — мыслитель» (не ранее 1949)
- «Об эстетике русских писателей» (1960)
- Зивельчинская Л. Я. Заметки о литературном мастерстве. — М.: Советский писатель, 1962. — 195 с.